# WAVE認定タッグ王座
WAVE認定タッグ王座（ウェーブにんていタッグおうざ）は、プロレスリングWAVEが管理、認定している王座。

## 歴史
2011年8月23日に創設。それまでWAVEではTLW世界女子ヤングタッグ王座を管理していたこともあったが、同団体のオリジナルタイトルはこのタッグ王座が初となる。
初代王座は9月4日より始まった10組参加のトーナメント戦「DUAL SHOCK WAVE」により決定。10月30日の大阪府立体育会館第2競技場大会にて行われた決勝戦で勝利した華名&栗原あゆみ組（カナアユ）が初代王座を獲得した。
その後、植松寿絵&輝優優組（植松☆輝）が王座を奪取するが、植松引退に伴うタッグ解散のため、2012年4月30日の植松引退試合の前座で「暫定王座決定戦」を行い、勝利したGAMI&中川ともか組（ハタナカヨウコ）が暫定王者となり、後に正規王者に昇格。
2013年10月より別名としてDUAL SHOCK WAVEタッグと命名される。
2016年より男女混合団体となったWAVEであるが、当タイトルについてはそれ以前より男子にも挑戦資格が与えられており、木高イサミ&宮本裕向が挑戦を表明して、2014年7月27日に後楽園ホール大会で男子初の戴冠を果たした（木高は過去にインターナショナルリボンタッグ王座を獲得したことがある）。

## 歴代王者
| 歴代   | タッグチーム                                            | 戴冠回数 | 防衛回数 | 獲得日付       | 獲得場所 （対戦相手・その他）                                            |
| ------ | ------------------------------------------------------- | -------- | -------- | -------------- | ------------------------------------------------------------------------ |
| 初代   | カナアユ （華名&栗原あゆみ）                            | 1        | 2        | 2011年10月30日 | 大阪府立体育会館第2競技場 植松寿絵&輝優優                                |
| 第2代  | 植松☆輝 （植松寿絵&輝優優）                             | 1        | 1        | 2012年2月5日   | 大阪ミナミ ムーブ・オン アリーナ 2012年4月30日に植松寿絵が引退のため返上 |
| 暫定   | ハタナカヨウコ （GAMI&中川ともか）                      | 1        | 0        | 2012年4月30日  | 後楽園ホール 中森華子&大畠美咲                                           |
| 第3代  | ハタナカヨウコ （GAMI&中川ともか）                      | 1        | 1        | 2012年6月17日  | 新木場1stRING 華名&栗原あゆみ                                            |
| 第4代  | マックロコロスケ （大畠美咲&藤本つかさ）                | 1        | 3        | 2012年11月27日 | 後楽園ホール                                                             |
| 第5代  | トリプルテイルズ.S （華名&紫雷美央）                    | 1        | 1        | 2013年4月21日  | 札幌テイセンホール                                                       |
| 第6代  | シダレザクラ （桜花由美&志田光）                        | 1        | 0        | 2013年7月15日  | 後楽園ホール                                                             |
| 第7代  | ハタナカヨウコ （GAMI&中川ともか）                      | 2        | 0        | 2013年8月15日  | 新木場1stRING                                                            |
| 第8代  | クラシック・ギャルズ （渋谷シュウ&チェリー）            | 1        | 0        | 2013年8月25日  | 新木場1stRING                                                            |
| 第9代  | Las aventureras （浜田文子&山縣優）                     | 1        | 4        | 2013年10月30日 | 後楽園ホール                                                             |
| 第10代 | ヤンキー二丁拳銃 （木高イサミ&宮本裕向）                | 1        | 0        | 2014年7月27日  | 後楽園ホール                                                             |
| 第11代 | さくらご飯 （旧姓・広田さくら&飯田美花）                | 1        | 2        | 2014年8月24日  | 新宿FACE                                                                 |
| 第12代 | レボルシオン・アマンドラ （木村響子&中川ともか）        | 1        | 0        | 2014年10月15日 | 新木場1stRING                                                            |
| 第13代 | Las aventureras （浜田文子&山縣優）                     | 2        | 3        | 2014年10月29日 | 後楽園ホール                                                             |
| 第14代 | プラスマイナス2015 （大畠美咲&紫雷美央）                | 1        | 2        | 2015年3月15日  | 後楽園ホール 2015年に9月20日に紫雷美央が引退のため返上                   |
| 第15代 | Las aventureras （浜田文子&山縣優）                     | 3        | 3        | 2015年10月30日 | 後楽園ホール 倉垣翼&春山香代子                                           |
| 第16代 | Avid Rival （水波綾&大畠美咲）                          | 1        | 2        | 2016年8月7日   | 新木場1stRING                                                            |
| 第17代 | OVER SUN （宮崎有妃&桜花由美）                          | 1        | 3        | 2017年1月28日  | 新木場1stRING                                                            |
| 第18代 | ゴキゲンBBA （米山香織&チェリー）                       | 1        | 0        | 2017年7月2日   | 後楽園ホール                                                             |
| 第19代 | Big Rice Field （小林香萌&長浜浩江）                    | 1        | 1        | 2017年8月12日  | 大田区総合体育館                                                         |
| 第20代 | New Traditional （彩羽匠&門倉凛）                       | 1        | 1        | 2017年9月17日  | 後楽園ホール 2018年1月31日返上                                           |
| 暫定   | クソ女night☆ （宮崎有妃&野崎渚）                        | 1        | 0        | 2018年2月12日  | 後楽園ホール 春日萌花&長浜浩江                                           |
| 第21代 | クソ女night☆ （宮崎有妃&野崎渚）                        | 1        | 3        | 2018年5月4日   | 後楽園ホール 彩羽匠&門倉凛                                               |
| 第22代 | BOSS to Mammy （桜花由美&桃野美桜）                     | 1        | 4        | 2018年8月19日  | 後楽園ホール                                                             |
| 第23代 | 奇跡 （宮崎有妃&旧姓・広田さくら）                      | 1        | 2        | 2018年12月29日 | 後楽園ホール                                                             |
| 第24代 | BOSS to Mammy （桜花由美&桃野美桜）                     | 2        | 1        | 2020年9月18日  | 後楽園ホール                                                             |
| 第25代 | 青木と門倉 （門倉凛&青木いつ希）                        | 1        | 2        | 2021年1月16日  | 新宿FACE                                                                 |
| 第26代 | galaxyPunch! （SAKI&清水ひかり）                        | 1        | 3        | 2021年8月22日  | 後楽園ホール                                                             |
| 第27代 | ハラスメント （旧姓・広田さくら&桜花由美）              | 1        | 0        | 2022年2月13日  | 後楽園ホール                                                             |
| 第28代 | ルミナス （高瀬みゆき&梅咲遥）                          | 1        | 0        | 2022年3月13日  | 176BOX                                                                   |
| 第29代 | ブリーフシスターズ （宮崎有妃&ハイビスカスみぃ）        | 1        | 0        | 2022年4月1日   | 新宿FACE                                                                 |
| 第30代 | galaxyPunch! （SAKI&清水ひかり）                        | 2        | 12       | 2022年8月13日  | 新宿FACE                                                                 |
| 第31代 | チームホカクドウ （青木いつ希&日高郁人）                | 1        | 1        | 2023年3月12日  | 後楽園ホール                                                             |
| 第32代 | カラミネンス （SAKI&世羅りさ）                          | 1        | 0        | 2023年12月1日  | 新宿FACE                                                                 |
| 第33代 | Harmonie （田中きずな&炎華）                            | 1        | 0        | 2023年12月24日 | カルッツかわさき                                                         |
| 第34代 | カラミネンス （SAKI&世羅りさ）                          | 2        | 1        | 2024年2月4日   | 後楽園ホール                                                             |
| 第35代 | なにわ☆凡女美ィーナス （救世忍者乱丸&ハイビスカスみぃ） | 1        | 1        | 2024年3月17日  | 176BOX                                                                   |
| 第36代 | カラミネンス （SAKI&世羅りさ）                          | 3        | 2        | 2024年3月17日  | 176BOX                                                                   |
| 第37代 | SPiCEAP （本間多恵&尾崎妹加）                           | 1        | 0        | 2024年11月4日  | 後楽園ホール                                                             |
| 第38代 | キャプテンアームストロング （宮崎有妃&櫻井裕子）        | 1        | 1        | 2024年12月18日 | 新木場1stRING                                                            |
| 第39代 | SPiCEAP （本間多恵&尾崎妹加）                           | 2        | 0        | 2025年4月1日   | 新宿FACE                                                                 |